# جي. هايت داونينغ
جي. هايت داونينغ (بالإنجليزية: J. Hyatt Downing)‏ (18 مارس 1888 في فرنسا - 1973)؛ روائي أمريكي.